# Emporio (Antigua Grecia)

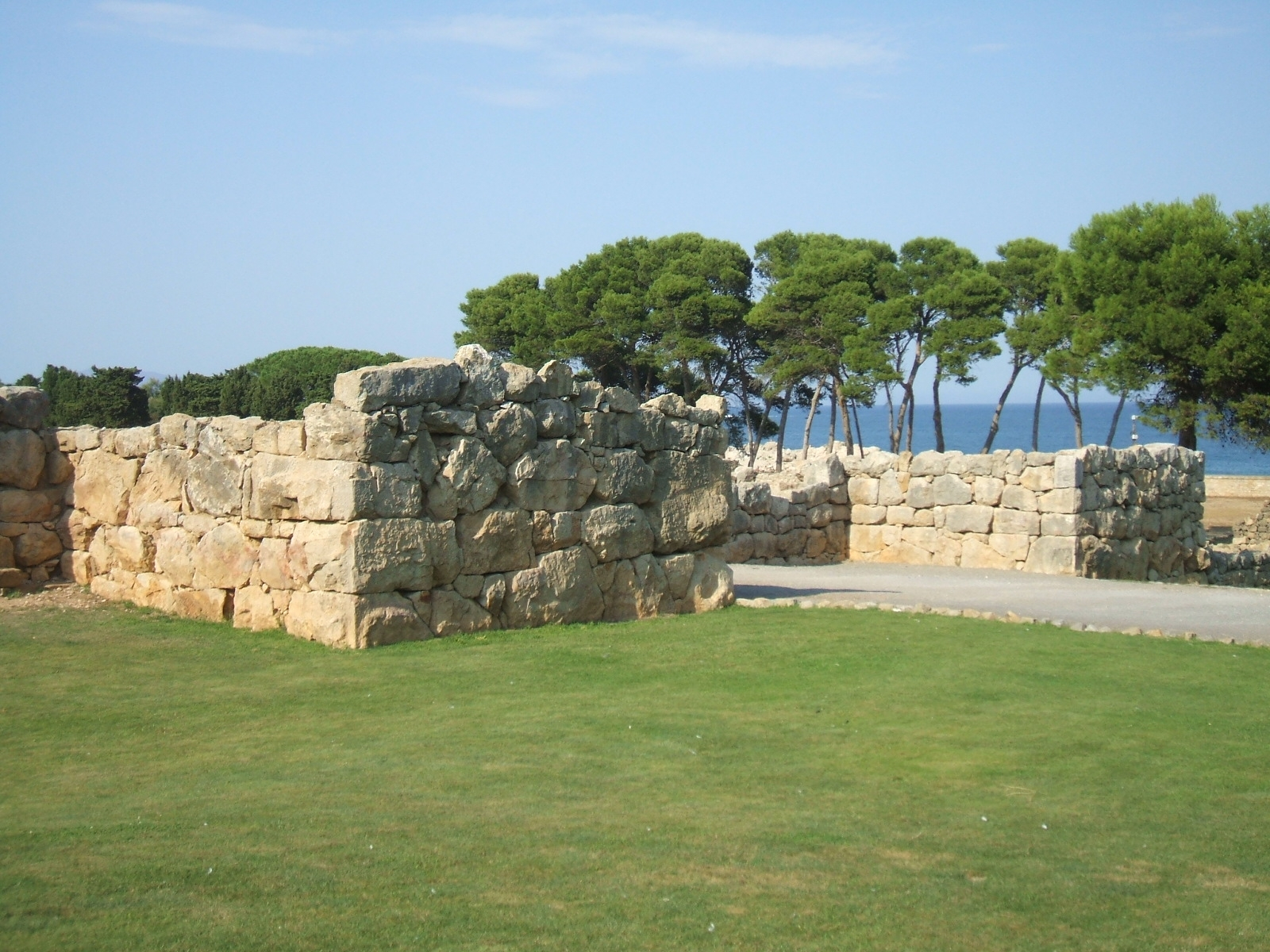
Yacimiento arqueológico de Emporios en Cataluña, España

Los emporiones (en griego antiguo: ἐμπόριον, empórion, que proviene de ἔμπορος, émporos, 'mercader') eran centros comerciales griegos ubicados en lugares donde el comercio era algo habitual, como en el caso de Egipto, Etruria, o la costa del Levante. En general eran comunidades griegas que contaban con el apoyo de los locales para instalarse allí con fines netamente comerciales. Estos asentamientos se crearon a fines de la Edad oscura y principios de la Edad arcaica, momento en el que el comercio a larga distancia empezaba a hacerse costumbre entre la población griega.
Los emporios funcionaban de forma muy similar a las colonias europeas de comercio en China.
Algunos de los emporiones más antiguos son Pitecusas, Al Mina y Espina, en el Delta del Po. Sin embargo, el emporión mejor documentado en la actualidad es Náucratis, ubicado a 16 km de la capital real de Sais, Heródoto lo visitó y lo dejó registrado en su libro Historias II. Náucratis era un asentamiento griego, pero controlado por el Faraón egipcio. Los emporiones se diferencian de las demás colonias griegas porque no tienen conexión directa con su metrópoli.
En la antigua Grecia, el comercio estaba mal visto, en cambio la posesión de tierras era el ideal entre los griegos. Sin embargo algunas ciudades-estado griegas como Egina mantenían contactos comerciales con Egipto, con el que comerciaban trigo y algunas cerámicas a cambio de vino y aceites y plata, la cual era usada para pagarles a los mercenarios, quienes eran otro grupo de habitantes griegos establecidos en Egipto.